# Блумінгдейл (Нью-Джерсі)
Блумінгдейл (англ. Bloomingdale) — місто (англ. borough) в США, в окрузі Пассаїк штату Нью-Джерсі. Населення — 7777 осіб (2020).

## Географія
Блумінгдейл розташований за координатами 41°2′7″ пн. ш. 74°20′1″ зх. д. / 41.03528° пн. ш. 74.33361° зх. д. (41.035155, -74.333581).  За даними Бюро перепису населення США в 2010 році місто мало площу 23,74 км², з яких 22,57 км² — суходіл та 1,17 км² — водойми.

## Демографія
Згідно з переписом 2010 року, у селищі мешкало 7656 осіб у 2935 домогосподарствах у складі 2034 родин. Було 3089 помешкань
Расовий склад населення:
| - 92,0 % — білих - 2,5 % — азіатів - 1,1 % — чорних або афроамериканців - 0,2 % — корінних американців - 3,0 % — осіб інших рас |

До двох чи більше рас належало 1,2 %. Частка іспаномовних становила 9,3 % від усіх жителів.
За віковим діапазоном населення розподілялося таким чином: 21,1 % — особи молодші 18 років, 64,1 % — особи у віці 18—64 років, 14,8 % — особи у віці 65 років та старші. Медіана віку мешканця становила 41,8 року. На 100 осіб жіночої статі у селищі припадало 96,8 чоловіків;  на 100 жінок у віці від 18 років та старших — 96,4 чоловіків також старших 18 років.
Середній дохід на одне домашнє господарство  становив 91 896 доларів США (медіана — 75 781), а середній дохід на одну сім'ю — 101 515 доларів (медіана — 93 053). Медіана доходів становила 56 373 долари для чоловіків та 52 555 доларів для жінок. За межею бідності перебувало 3,1 % осіб, у тому числі 2,2 % дітей у віці до 18 років та 1,1 % осіб у віці 65 років та старших.
Цивільне працевлаштоване населення становило 4128 осіб. Основні галузі зайнятості: освіта, охорона здоров'я та соціальна допомога — 21,1 %, роздрібна торгівля — 11,9 %, виробництво — 11,2 %, науковці, спеціалісти, менеджери — 11,0 %.